# Jornal Agora (Rio Grande)
O Jornal Agora é um periódico que abrange o distrito de Rio Grande, São José do Norte e região (Rio Grande do Sul). Pertence as Organizações Risul Editora Gráfica Ltda. Foi fundado em 20 de setembro de 1975. Em 20 de de setembro de 1999, recebeu uma homenagem especial na Câmara de Vereadores do distrito de Rio Grande, devido aos seus 24 anos de atuação na região.